# Eppley repülőtér
Az Eppley repülőtér (IATA: OMA, ICAO: KOMA) az Amerikai Egyesült Államok egyik repülőtere, amely Omaha közelében található. Éves utasforgalma 4 506 713 fő (2022).

## Futópályák
A repülőtér futópályái:
- 14L/32R (8500 ft, 150 ft, beton)
- 14R/32L (9502 ft, 150 ft, beton)
- 18/36 (8154 ft, 150 ft, beton)

## Forgalom
Az utasforgalom az elmúlt években az alábbi módon változott:
| Utasok száma | 3 721 095 | 3 653 521 | 3 868 217 | 4 229 856 | 4 217 718 | 4 127 344 | 4 169 467 | 4 611 906 | 2 140 016 | 5 026 639 |
|              | 1998      | 2001      | 2004      | 2006      | 2009      | 2012      | 2015      | 2017      | 2020      | 2023      |

## Légitársaságok és úticélok
2025-ben az Eppley repülőtérről az alábbi járatok indulnak (Utoljára frissítve: 2025-01-8):

### Személy
| Légitársaság       | Célállomások | Források          |
| ------------------ | --- | ----------------- |
| Alaska Airlines    | Seattle/Tacoma | [ 2 ] [ 3 ]       |
| Allegiant Air      | Las Vegas, Mesa, Orlando/Sanford, St. Petersburg/Clearwater, Sarasota (kezdődik 2025. február 14-én) Szezonális: Destin/Fort Walton Beach, Punta Gorda (FL)                               | [ 5 ] [ 6 ] [ 7 ] |
| American Airlines  | Charlotte, Chicago–O'Hare, Dallas/Fort Worth, Phoenix–Sky Harbor Szezonális: Miami | [ 8 ] [ 9 ]       |
| American Eagle     | Charlotte, Chicago–O'Hare, Dallas/Fort Worth, Los Angeles, New York–LaGuardia, Philadelphia (újrakezdődik 2025. június 5-től)                                                             | [ 11 ]            |
| Delta Air Lines    | Atlanta, Minneapolis/St. Paul | [ 12 ]            |
| Delta Connection   | Detroit, Minneapolis/St. Paul, New York–LaGuardia, Salt Lake City, Washington–National | [ 12 ] [ 13 ]     |
| Frontier Airlines  | Denver Szezonális: Orlando | [ 6 ] [ 14 ]      |
| Southwest Airlines | Atlanta, Chicago–Midway, Dallas–Love, Denver, Houston–Hobby, Las Vegas, Nashville, Orlando, Phoenix–Sky Harbor, St. Louis, Washington–National Szezonális: Austin, Fort Lauderdale, Tampa | [ 17 ]            |
| United Airlines    | Chicago–O'Hare, Denver, Houston–Intercontinental, San Francisco | [ 18 ]            |
| United Express     | Chicago–O'Hare, Denver, Houston–Intercontinental, San Francisco | [ 18 ]            |

| Célállomások |
| --- |
| OmahaAtlantaDallas/Fort WorthSeattle/TacomaOrlando/ SanfordMesaSt. Petersburg/ClearwaterDestin/ · Fort Walton BeachMiamiChicago–MidwaySt. LouisNashvilleMinneapolis/ St. PaulOrlandoDenverSalt Lake CityPhoenix–Sky HarborLas VegasSan FranciscoCharlotteDetroitChicago–O'HareLos AngelesNew York–LaGuardiaWashington–NationalDallas–LoveHouston–IntercontinentalHouston–HobbyPunta Gorda (FL)TampaAustinFort LauderdalePhiladelphiaSarasota Belföldi célállomások Eppley repülőtérről · Piros = Egész évben elérhető célállomások · Zöld = Szezonális célállomások · Kék = Jövőbeli célállomások |

### Cargo
| Légitársaság          | Célállomások                                                                               | Refs          |
| --------------------- | ------------------------------------------------------------------------------------------ | ------------- |
| AirNet Express        | Des Moines                                                                                 |               |
| Amazon Air            | Fort Worth/Alliance                                                                        | [ 19 ]        |
| Ameriflight           | Broken Bow, Grand Island, Hastings, Norfolk, O'Neill                                       | [ 20 ]        |
| DHL Aviation          | Cincinnati, St. Louis                                                                      | [ 21 ]        |
| FedEx                 | Chicago–O'Hare, Denver, Grand Island, Indianapolis, Kearney, McCook, Memphis, North Platte | [ 22 ] [ 23 ] |
| United Parcel Service | Chicago/Rockford, Fargo, Louisville, Phoenix–Sky Harbor                                    | [ 24 ]        |